# Музей олимпийской славы
Музей олимпийской славы (узб. Olimpiya shon-shuhrati muzeyi) — музей в Ташкенте, посвящённый олимпийскому движению. Основной целью Музея олимпийской славы является организация выставок экспонатов, демонстрирующих достижения узбекистанских спортсменов на Олимпийских играх. В музее представлено 2088 экспонатов, из них 1005 доступны в любое время. В музее имеется видеотека, в которой собраны видеоматериалы по Олимпийским Играм. Также в экспозиции находятся Золотые медали за вклад в развитие спортивного движения, переданные Исламом Каримовым музею.

## История
Музей олимпийской славы был открыт 1 сентября 1996 года в Ташкенте по инициативе президента Ислама Каримова после его посещения первого в мире олимпийского музея в Лозане (Швейцария). Под музей было отведено здание, где ранее располагался Музей дружбы народов.
Открытие было приурочено к пятилетию независимости страны. В торжественном открытии музея также принимал участие президент Олимпийского Комитета Хуан Антонио Самаранч.